# Panacca chilensis
Panacca chilensis is een tweekleppigensoort uit de familie van de Parilimyidae. De wetenschappelijke naam van de soort is voor het eerst geldig gepubliceerd in 2000 door Coan.